# Циростратус
Циростратус (лат. cirrus — прамен и stratus — слој) је врста високог облака. Називају се још и перјасто-слојевити. Настају смрзавањем водене паре и преласком у кристале. Састоје се од танког беличастог вела ледених кристала, кроз које се преламају светлосни зраци. Око ових облака је честа појава формирања халоа. Јављају се у разним облицима — влакна, игличасти или стубичасти кристали и сл. Развијају се на висини од 8.000—9.000 метара. Најављују скоро погоршање времена.

## Подела
Циростратуси се могу поделити на неколико врста и подврста:
- —  перјасто-слојевит вретенаст
- — перјасто-слојевит измагличаст
- — перјасто-слојевит двослојан
- — перјасто-слојевит таласаст